# リサ・ダルベロ
リサ・ダルベロ（Dalbello、本名：リサ・ダル・ベロ、1959年5月22日 - ）は、カナダ・オンタリオ州ウェストン出身の歌手、音楽家である。本稿ではアーティスト名表記を、その活動時ごとの「リサ・ダル・ベロ」及び「ダルベロ」としているが、項目名は日本でのメーカー表記等でポピュラーな「リサ・ダルベロ」とする。

## 概要
19歳の時、ポップ・ミュージックのジャンルでアルバム・デビュー。1977年から1981年にかけて、本名の「リサ・ダル・ベロ（Lisa Dal Bello）」名義でアルバムを発表。約3年のブランクの後、1984年にアーティスト表記を「ダルベロ（Dalbello）」へと変更してアルバムをリリース。音楽性はオルタナティヴ・ロックとなった。

## 来歴
1958年、イタリア系とイギリス系の両親の間に生まれた。幼い頃の音楽的な影響はアレサ・フランクリン、オーティス・レディング、レイ・チャールズなどのリズム・アンド・ブルース系アーティストだった。11歳でアコースティック・ギターを弾きはじめ、作詞作曲も始める。
1972年、14歳の時にカナダ放送協会のプロデューサーが企画したオーディションで認められ、3曲をレコーディング。その後、多くの番組のジングルに彼女の声が使用され、レコーディング経験と音楽的経験をつんでいく。CTVテレビジョンネットワークでの人気歌手ボビー・ヴィントンがメインの番組『The Bobby Vinton Show』でのバック・シンガーを2年間経験した。イーグルスのメンバーとして有名なジョー・ウォルシュが在籍していたバンド、ジェイムス・ギャングのボーカリスト、ロイ・ケナーに見出され、デイヴィッド・フォスターを紹介される。17歳の時、ロサンゼルスのMCAレコードと契約。1977年にデイヴィッド・フォスターをプロデューサーに迎えたセルフ・ネーム・タイトルのファースト・アルバム『リサ・ダルベロ』をリリース。作曲は彼女自身とデイヴィッド・フォスターによる。音楽性は彼女自身が影響を受けていたリズム・アンド・ブルースといえるものだったが、音楽シーンはディスコ・ミュージック全盛期であったため、ディスコとして売り出していた。カナダのグラミー賞と言われるジュノー賞で最優秀新人アーティストに該当する「Most Promising Female Vocalist」を獲得した。不思議なことに2年後の1979年にリリースされたセカンド・アルバム『プリティ・ガールズ』でも同じ賞にノミネートされた（結果は獲得できず）。
『プリティ・ガールズ』はすべての曲を彼女が書き、リリースはタリスマン・レーベルからとなった。単独アーティストとしての独立レーベルとしてはカナダ初であった。このアルバムのタイトル曲「Pretty Girls」は、後にメリサ・マンチェスターにカヴァーされて、ビルボード・チャートの39位になった。
1981年にサード・アルバムとなる『美しい罠 (Drastic Measures)』をキャピトル・レコードからリリース。レコード会社の求める音楽性と彼女自身が目指す音楽とのギャップにかなり開きがあり、アルバム・ジャケットもオリヴィア・ニュートン・ジョンが放ったヒット曲「フィジカル」やシーナ・イーストンの「モダン・ガール」のようなイメージのものだった。アルバム・リリース後、自分の創作活動とプライベートを見つめなおすために休業に入った。
しかしテレビのドキュメンタリー番組で、トロントのレコーディング・スタジオで働いている彼女を見た、デヴィッド・ボウイのバック・バンド「スパイダーズ・フロム・マーズ (Spiders From Mars)」の活動で有名なギタリスト、ミック・ロンソンがアーティストとしての活動を再開するように提案した。
約3年のブランクを経てリリースされたアルバム『whomanfoursays』（「human forces」の同音異字）は、ダルベロとミック・ロンソンとの共同プロデュース作となった。このアルバムはアーティストの名義をダルベロ（Dalbello）にした最初のアルバムで、ブランク前のポップ・アーティストからロックへのイメージの変化を強調するためのものであった。アルバム・ジャケットもそれまでの3枚のアルバムの女性ポップ・アイドル的なイメージではなく、儀式的な原色のペイントを施した顔のアップになっている。彼女自身が『ビルボード』誌のインタビューにおいて「このアルバムが私にとっての転機であった」と語っている。このアルバムは過去3枚のアルバムよりも結果的に成功を収めた。
ダルベロとしてのセカンド・アルバムの制作を開始するに当たり、レコード会社側よりミック・ロンソンとの共同作業を解消するように求められ、これに強く反発。結果的に契約を解消する。
EMIから1987年にリリースされたアルバム『She』は、「Tango」と「Black on Black」という2曲のヒット曲を収録した作品となった。「Black on Black」はミッキー・ローク、キム・ベイシンガーなどが出演した映画『ナインハーフ』のサウンドトラックにも収録された。この成功は初のヨーロッパ・ツアーにもつながり、ツアーが元になり彼女はドイツでの商業ベースを確立。ドイツのアーティスト、ネーナの曲の英語の歌詞を担当するなどの活動に発展していった。しかし求められる方向の意見の違いからEMIとも契約を解消。
1990年代はロサンゼルスを活動拠点にし、ブランフォード・マルサリスやジュリアン・レノンなどの他のアーティストへ曲を提供。1993年には、同じカナダのアーティストであるハートと活動をともにし、共同で作曲を行うなどの活動を続けた。
1996年にはラッシュのギタリストであるアレックス・ライフソンのソロ・プロジェクト・アルバム『ヴィクター』で「Start Today」のゲスト・ボーカルとして参加。この参加により長く音楽シーンから遠ざかっていた彼女に対しての再評価がなされ、9年ぶりにEMIエレクトラからリリースされたアルバム『whore』にも注目が集まった。

## 他のアーティストとのコラボレーション
前述のハート、アレックス・ライフソンの他、デュラン・デュランのジョン・テイラー、ボズ・スキャッグスと共演している。レコーディングへの参加は、シェール、アリス・クーパー、パティ・ラベル、ネーナなどがある。TOTOのアルバム『TOTO XX』に収録された「Miss Sun」には、当時ジェフ・ポーカロの恋人だったという縁で参加している。

## 他のアーティストによるカヴァーとトリビュート
- メリサ・マンチェスター 「Pretty Girls」
- ハート 「Wait For An Answer」
- クイーンズライク 「Gonna Get Close to You」
- Hauteville 「Immaculate Eyes」
- Julie Masse 「Devious Nature」
- Heavens Gate 「Animal」

このほかにスウェーデンのヘヴィメタル・バンド、フリーク・キッチンは「Lisa」というダルベロに捧げた曲を、アルバム『Spanking Hour』に収録している。

## ディスコグラフィ

### アルバム
- Lisa Dal Bello (1974年、CBC Radio Canada) ※EP[2]
- 『リサ・ダルベロ』 - Lisa Dal Bello (1977年、MCA)
- 『プリティ・ガールズ』 - Pretty Girls (1979年、Talisman)
- 『美しい罠』 - Drastic Measures (1981年、Capitol)
- whomanfoursays (1984年、Capitol)
- 『She』 - she (1987年、Capitol-EMI)
- whore (1995年、EMI-Spin)
- Live at Rockpalast (2015年、Repertoire)[3]